# Klárafalva
Klárafalva é um município da Hungria, situado no condado de Csongrád-Csanád. Tem 9,1 km² de área e sua população em 2019 foi estimada em 462 habitantes.